# Фелікс Жульєн
Фелікс Жульєн (фр. Félix Julien, 7 грудня 1884, Корбей-Ессонн — 1 березня 1915, Клермонт-ан-Аргонн) — французький футболіст, що грав на позиції нападника за клуб «Бон-Консей» та національну збірну Франції.

## Клубна кар'єра
На клубному рівні грав за команду «Бон-Консей». 

## Виступи за збірну
1909 року дебютував взяв участь у двох офіційних матчах за національну збірну Франції.
Помер 1 березня 1915 року на 31-му році життя в Клермонт-ан-Аргонн.
| Дата      | Місто    | Господарі | Результат | Гості   | Турнір           | Голи | Примітки |
| --------- | -------- | --------- | --------- | ------- | ---------------- | ---- | -------- |
| 9-5-1909  | Брюссель | Бельгія   | 5 – 2     | Франція | товариський матч | -    |          |
| 22-5-1909 | Жантії   | Франція   | 0 – 11    | Англія  | товариський матч | -    |          |
| Усього    |          | Матчів    | 2         |         | Голів            | 0    |          |